# Jerzy Kruppé
Jerzy Józef Kruppé, ps. „Czajka” (ur. 9 listopada 1931 w Warszawie, zm. 9 lutego 2022 tamże) – powstaniec warszawski w szeregach Armii Krajowej, po wojnie archeolog i historyk. Profesor Uniwersytetu Warszawskiego, specjalizujący się w archeologii i kulturze materialnej późnego średniowiecza i czasów nowożytnych oraz archeologii średniowiecznej Polski. Kanclerz pierwszej kadencji kapituły Orderu Krzyża Niepodległości.

## Życiorys
Urodził się w rodzinie Andrzeja i Wandy Kruppé z domu Piechowicz. Mając trzynaście lat wziął udział w walkach podczas powstania warszawskiego, był łącznikiem w ramach Zgrupowania AK Sienkiewicz (Grupa AK Północ), Batalionu Łukasińskiego oraz Zgrupowania AK Kuba-Sosna. Po upadku powstania opuścił miasto wraz z ludnością cywilną osadzaną przez Niemców w obozie przejściowym Dulag 121 w Pruszkowie, skąd udało mu się zbiec. Powrócił do stolicy w styczniu 1945. Ponownie zaangażował się w konspirację i musiał uciekać przed aresztowaniem przez sowieckie służby bezpieczeństwa.

Ukończył Liceum im. Adama Mickiewicza na warszawskiej Pradze (matura w 1951) oraz studia na Wydziale Historycznym UW (tytuł magistra w 1955 z archeologii późnośredniowiecznej), po czym rozpoczął pracę w Instytucie Historii i Kultury Materialnej PAN, który później został przekształcony w Instytut Archeologii i Etnologii. Stopień naukowy doktora uzyskał w 1965, a habilitował się w 1980. Od 1979 był również profesorem na macierzystym wydziale w Instytucie Archeologii, gdzie wykładał do śmierci. 28 kwietnia 2000 otrzymał tytuł naukowy profesora nauk humanistycznych. W 2013 został mianowany kanclerzem pierwszej kapituły Orderu Krzyża Niepodległości. 

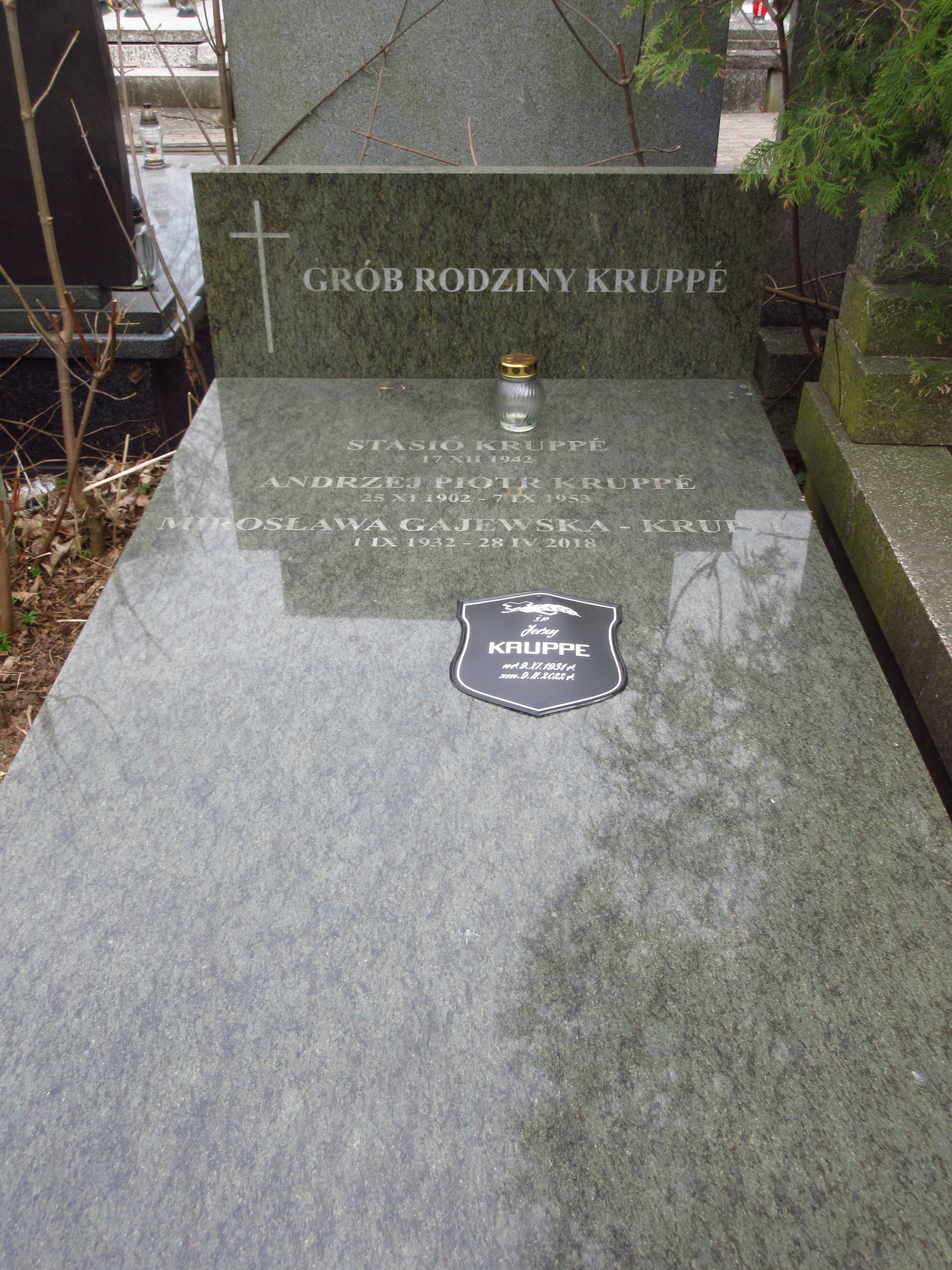
Grób profesora Jerzego Kruppé na cmentarzu Bródnowskim.

Został redaktorem naczelnym czasopisma naukowego Studia i Materiały z Historii Kultury Materialnej, od 26 marca 2012 był członkiem Rady Naczelnej Światowego Związku Żołnierzy Armii Krajowej.
Zmarł w Warszawie, pochowany na cmentarzu Bródnowskim (kwatera 24C-2-5).

## Ordery i odznaczenia
- Krzyż Oficerski Orderu Odrodzenia Polski (23 lipca 2015)[12][13]
- Krzyż z Mieczami Orderu Krzyża Niepodległości (15 lutego 2013)[14]
- Złoty Krzyż Zasługi (19 stycznia 1994)[15]
- Medal Stulecia Odzyskanej Niepodległości (2019)[16]